# Magdalena Leciejewska
Magdalena Anna Leciejewska (ur. 29 czerwca 1986 w Grodzisku Wielkopolskim) – polska koszykarka grająca na pozycji silnej skrzydłowej, mistrzyni i reprezentantka kraju.

## Kariera sportowa
Jest wychowanką Olimpii Poznań, w której barwach debiutowała w I lidze w sezonie 2001/2002 i w 2002 została mistrzynią Polski juniorek. W latach 2002–2005 była uczennicą Szkoły Mistrzostwa Sportowego w Warszawie. Ze szkolną drużyną debiutowała w sezonie 2002/2003 w ekstraklasie. Ciężka kontuzja wyeliminowała ją z gry w sezonie 2003/2004. W sezonie 2004/2005 grała w barwach SMS w I lidze. W latach 2005–2010 była zawodniczką Lotosu Gdynia, z którym zdobyła trzykrotnie wicemistrzostwo Polski (2006, 2007, 2008) i dwukrotnie mistrzostwo Polski (2009, 2010) oraz Puchar Polski w 2007 i 2010. W latach 2010–2012 występowała w Wiśle Can-Pack Kraków, zdobywając z nią dwukrotnie mistrzostwo Polski (2011, 2012), wiosną 2011 doznała kontuzji, która uniemożliwiła jej grę w finałach sezonu 2010/2011 i początku sezonu 2011/2012. W latach 2012–2014 reprezentowała barwy drużyny CCC Polkowice, z którą zdobyła mistrzostwo Polski w 2013 i wicemistrzostwo Polski w 2014, a także Puchar Polski w 2013. Od 2014 była zawodniczką Ślęzy Wrocław, z którą w 2016 zdobyła brązowy medal mistrzostw Polski. Do 2018 była zawodniczką CCC Polkowice.
Z młodzieżową reprezentacją Polski (U-20) zdobyła wicemistrzostwo Europy w 2005. Z reprezentacją Polski seniorek wystąpiła na mistrzostwach Europy w 2009 (11 miejsce) i 2015 (18 miejsce).
Zakończyła karierę po zakończeniu sezonu 2017/2018. W latach 2018–2019 była asystentem trenera w MUKS Poznań, następnie została koordynatorem regionalnym w ramach programu Koszykarskich Ośrodków Sportowego Szkolenia Młodzieży. W listopadzie 2021 objęła funkcję dyrektora sportowego kobiecej reprezentacji Polski seniorek. 

## Osiągnięcia
Drużynowe
- Mistrzyni Polski (2009, 2010, 2011, 2012, 2013, 2018[3])
- Wicemistrzyni Polski (2006, 2007, 2008, 2014)
- Brązowa medalistka mistrzostw polski (2016, 2017[4])
- Zdobywczyni:
  - pucharu Polski (2007, 2008, 2010, 2013)
  - Superpucharu Polski (2007)
- Finalistka:
  - pucharu Polski (2006, 2009, 2014, 2016)
  - Superpucharu Polski (2008, 2009)

Indywidualne
- MVP Superpucharu Polski (2007)
- Uczestniczka meczu gwiazd (2005, 2006 i 2010 – powołana, nie wystąpiła, 2011, 2012, 2014)
- Liderka PLKK w skuteczności rzutów z gry (2010)
- Zaliczona I składu mistrzostw Polski U–20 (2006)

Reprezentacja
- Wicemistrzyni Europy U–20 (2005)
- Uczestniczka:
  - mistrzostw Europy:
    - 2009 – 11. miejsce, 2015 – 18. miejsce
    - U–20 (2005, 2006 – 15. miejsce)
- Liderka Eurobasketu U–20 w zbiórkach (12,9 – 2006)[5]